# 멀티칩 모듈

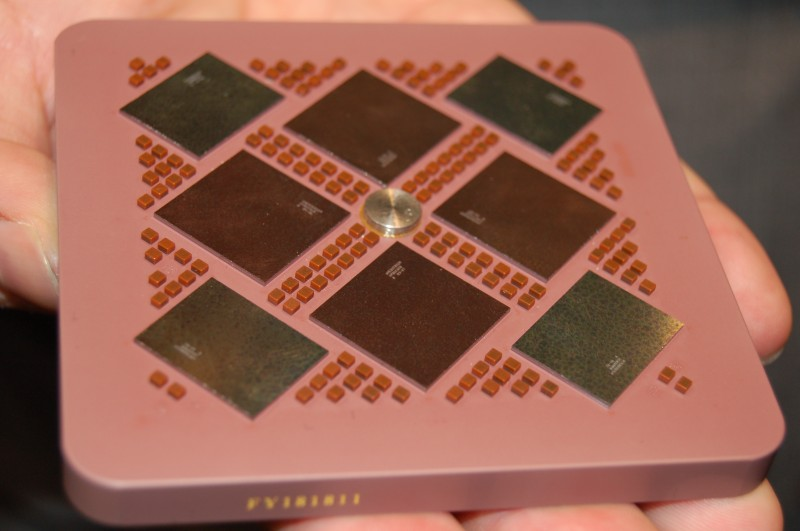
4개의 POWER5를 포함한 세라믹 멀티칩 모듈

멀티칩 모듈(Multi-chip module, MCM)은 일반적으로 여러 집적 회로(IC 또는 "칩"), 반도체 다이 및 기타 개별 구성 요소가 포함된 전자 어셈블리(예: 다수의 도체 단자 또는 "핀"이 있는 패키지)이다. 일반적으로 통합 기판에 통합되어 사용 시 더 큰 IC인 것처럼 처리될 수 있다. MCM 패키징에 대한 다른 용어로는 "이종 통합"(heterogeneous integration) 또는 "하이브리드 집적 회로"가 있다. MCM 패키징을 사용하면 제조업체가 모듈화를 위해 여러 구성 요소를 사용하거나 기존 모놀리식 IC 접근 방식에 비해 수율을 향상시킬 수 있다는 이점이 있다.
FCMCM(Flip Chip Multi-Chip Module)은 플립 칩 기술을 사용하는 멀티 칩 모듈이다. FCMCM에는 하나의 큰 다이와 여러 개의 작은 다이가 모두 동일한 모듈에 있을 수 있다.

## 같이 보기
- 단일 칩 시스템
- 하이브리드 집적 회로
- 칩 캐리어
- 유니버설 플래시 스토리지